# Thracia gracilis
Thracia gracilis is een tweekleppigensoort uit de familie van de Thraciidae. De wetenschappelijke naam van de soort is voor het eerst geldig gepubliceerd in 1865 door Jeffreys.